# 凯登·坎宁安
凯登·路易斯·坎宁安（英語：Caden Luis Cunningham，2003年5月7日—），英国男子跆拳道运动员。他曾代表英国参加2024年夏季奥林匹克运动会跆拳道比赛，获得男子80公斤以上级银牌。